# Nižná Voľa
Nižná Voľa je obec na Slovensku v okrese Bardejov. Žije zde 269 obyvatel, první písemná zmínka pochází z roku 1382. Nachází se zde kostel Narození Panny Marie z let 1822 až 1826, který využívají věřící řeckokatolické a římskokatolické církve.